# Gyula Török
Gyula Török (ur. 24 stycznia 1938 w Kispescie, zm. 12 stycznia 2014 w Budapeszcie) – węgierski bokser kategorii muszej. W 1959 roku na mistrzostwach Europy w Lucernie zdobył srebrny medal. W 1960 roku na letnich igrzyskach olimpijskich w Rzymie zdobył mistrzostwo olimpijskie.